# Seán Ó hUiginn
Seán Ó hUiginn (* im County Mayo) ist ein ehemaliger irischer Diplomat. Als solcher setzte er sich für die Lösung des Nordirland-Konfliktes ein.
Seán Ó hUiginn besuchte das St. Jarlath's College in Tuam und studierte am University College, Galway sowie an der Universität Bordeaux.
Ab 1969 begann er im diplomatischen Dienst des irischen Außenministerium zu arbeiten. Er wurde an der irischen Botschaft in Bern sowie später auch an der irischen Botschaft in Kopenhagen tätig. Während seiner weiteren Karriere war er Generalkonsul in New York City, Botschafter in Saudi-Arabien, sowie von 1997 bis 2002 Botschafter in den Vereinigten Staaten mit gleichzeitiger Akkreditierung in Mexiko. Von 2002 bis 2006 war Ó hUiginn Botschafter in Deutschland. Sein nächster Botschafterposten führte ihn nach Rom, wo er bis zu seinem Ruhestand 2009 blieb.
Ó hUiginn ist im Besitz mehrerer Ehrendoktorwürden verschiedener US-amerikanischer Universitäten. Von der italienischen Regierung wurde er mit dem Orden della Stella della Solidarietà Italiana ausgezeichnet. Am 25. Juni 2010 wurde ihm von der National University of Ireland, Galway die Ehrendoktorwürde Doctor of Laws verliehen.